# Dasyhelea kodoriensis
Dasyhelea kodoriensis är en tvåvingeart som beskrevs av Remm 1993. Dasyhelea kodoriensis ingår i släktet Dasyhelea och familjen svidknott. Inga underarter finns listade i Catalogue of Life.